# ایوو لینا
ایوو لینا (استونیایی: Ivo Linna؛ زادهٔ ۱۲ ژوئن ۱۹۴۹) یک خواننده اهل استونی است.
وی در سال ۱۹۹۶ به همراه ماریا-لیس ایلوس نماینده کشور استونی در مسابقه آواز یوروویژن بوده است.